# Pycnogonum stearnsi
Pycnogonum stearnsi är en havsspindelart som beskrevs av Ives, J.E. 1892. Pycnogonum stearnsi ingår i släktet Pycnogonum och familjen Pycnogonidae. Inga underarter finns listade i Catalogue of Life.